# Щаднево
Щаднево — деревня Ильинского района Ивановской области России, входит в состав Исаевского сельского поселения.

## География
Расположена в 5 километрах на северо-запад от центра поселения села Исаевского и в 11 километрах на северо-запад от районного центра посёлка Ильинское-Хованское.

## История
Местная одноглавая каменная церковь с колокольней во имя святых-бессребреников Космы и Дамиана построена в 1797 году по заказу князя М.И. Путбольского-Шендона. Раньше на месте каменной существовала деревянная церковь.
В конце XIX — начале XX село являлось центром Щадневской волости Ростовского уезда Ярославской губернии. В 1885 году в селе был 51 двор.
С 1929 года село входило в состав Исаевского сельсовета Ильинского района, с 2005 года — в составе Исаевского сельского поселения.

## Население
| 1859 | 1914 | 2010 |
| ---- | ---- | ---- |
| 313  | ↗440 | ↘5   |

## Достопримечательности
В селе расположена действующая Церковь Космы и Дамиана (1797).